# Кобець Михайло Олександрович
Миха́йло Олекса́ндрович Кобець (23 червня 1995, с. Білошицька Слобода, Корюківський район, Чернігівська область, Україна — 3 червня 2017, смт Чермалик, Волноваський район, Донецька область, Україна) — український військовик, матрос Військово-морських сил України, навідник баштової установки БТР (137-й окремий батальйон морської піхоти), учасник російсько-української війни на сході України.

## Життєпис
Народився 1995 року в селі Білошицька Слобода на Чернігівщині, у кількох кілометрах від українсько-російського кордону. Виріс у багатодітній родині, — був старшим із п'ятьох братів. 2012 року закінчив Рибинську загальноосвітню школу І-ІІІ ступенів сусіднього села Рибинська, у 2015 році — Щорське вище професійне училище лісового господарства (місто Сновськ).
Під час російської збройної агресії проти України 4 листопада 2015 року був призваний на строкову військову службу, 18 листопада 2016 підписав контракт зі Збройними силами України. З 2016 року виконував завдання на території проведення антитерористичної операції в Донецькій області, у Приазов'ї.
Матрос, навідник баштової установки БТР взводу десантно-штурмової роти 137-го окремого батальйону морської піхоти, військова частина А3821, с. Дачне Біляївського району Одеської області.
3 червня 2017 року дістав тяжке осколкове поранення внаслідок артилерійського обстрілу опорного пункту поблизу села Чермалик на Маріупольському напрямку. Помер від втрати крові по дорозі до шпиталю.
Похований 7 червня на кладовищі рідного села Білошицька Слобода.
По смерті залишилися мати Пророченко Катерина Олексіївна, вітчим та четверо молодших братів.

## Нагороди та вшанування
- Указом Президента України № 216/2017 від 9 серпня 2017 року, «за особисту мужність і самовіддані дії, виявлені у захисті державного суверенітету та територіальної цілісності України, зразкове виконання військового обов'язку», нагороджений орденом «За мужність» III ступеня (посмертно)[7][8].
- 12 жовтня 2017 року в селі Білошицька Слобода на фасаді Білошицькослобідської ЗОШ І-ІІІ ступенів відкрили меморіальну дошку на честь полеглого на війні земляка Михайла Кобця[9][10].